# Emitancia térmica
La emitancia térmica o emisividad térmica es la relación entre la emisión de calor radiante de un objeto o superficie específica y la de un cuerpo negro estándar. La emisividad es una cantidad adimensional dada en el rango de 0 a 1, pero se refiere a una propiedad del material (de un material homogéneo), mientras que la emisividad se refiere a muestras u objetos específicos.
Para los productos de construcción, las mediciones de emisión térmica se toman para longitudes de onda en el infrarrojo. La determinación de la emisión térmica y la reflectancia solar de los materiales de construcción, especialmente los materiales para techos, puede ser muy útil para reducir los costos de energía de calefacción y refrigeración en los edificios. El índice de reflectancia solar (ISR) combinado se usa a menudo para determinar la capacidad general de reflejar el calor solar y liberar calor térmico. Una superficie de techo con alta reflectancia solar y alta emisión térmica reflejará el calor solar y liberará calor absorbido fácilmente. El material de alta emisión térmica irradia calor térmico de regreso a la atmósfera más fácilmente que uno con una baja emisión térmica.

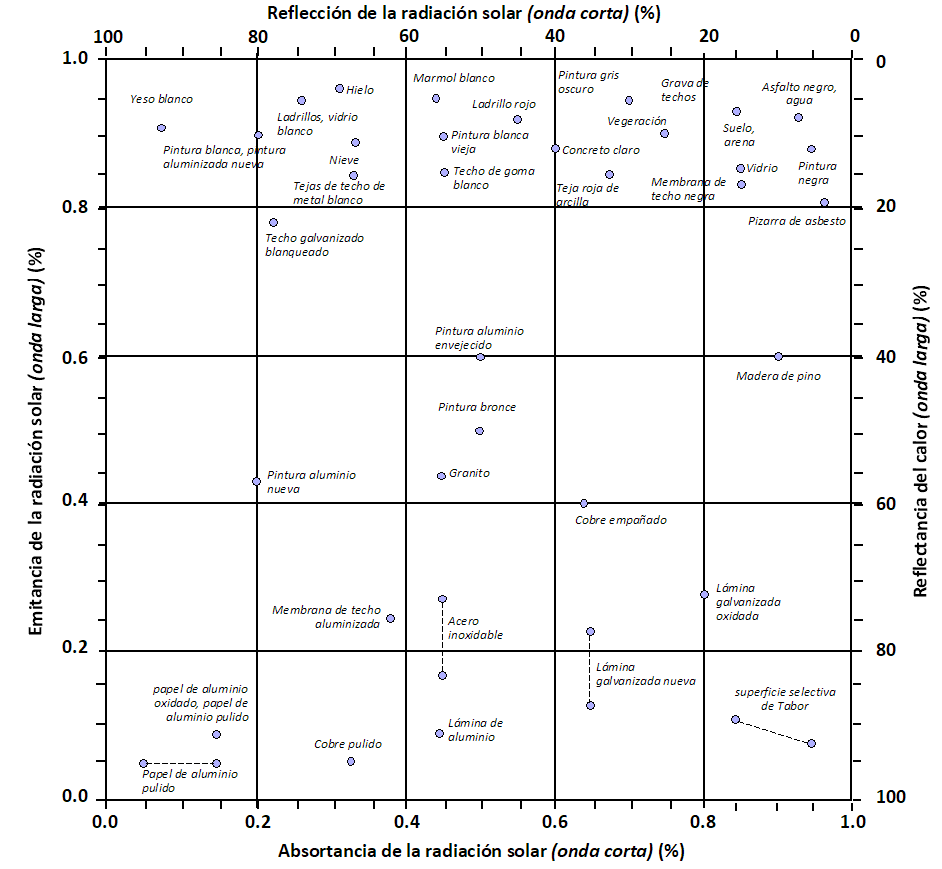
Nomograma que contrasta en cuatro ejes las propiedades de materiales de construcción de edificios ante la incidencia de la radiación solar. Sirve para la determinación de cargas térmicas de locales o temperaturas superficiales en cerramientos opacos.

- Datos: Q3369825